# جيا جينغ
كان الإمبراطور جياجينغ (Jiajing Emperor) (ويد–جيلز: الإمبراطور تشيا تشينغ; (بالصينية: 嘉靖); IPA: ‎[tɕjɑ́tɕîŋ]‏; 16 سبتمبر 1507 – 23 يناير 1567) في أسرة مينج إمبراطور الصين الحادي عشر، الذي حكم من 1521 إلى 1567. المولود باسم تشو هوكونج (Zhu Houcong) (ويد-جيلز: تشو هوو-تسونغ)، وكان ابن عم تشنغده الإمبراطور (Zhengde Emperor) السابق. ووالده، تشو يوهان (Zhu Youyuan) (1476–1519)، أمير زنغ، كان الابن الرابع للإمبراطور تشنغ هوا (Cheng-hua) (1465–1487) وأكبر ثلاثة أبناء من خليلة الإمبراطور، السيدة تشاو (Shao).
وكان اسم الحقبة يعني «الطمأنينة المثيرة للإعجاب».

## فترة الطفولة
بما أنه ابن أخ هونغ تشي الإمبراطور (Hongzhi)، لم تتم تنشئة تشو هوكونج ليخلفه على العرش. ولكن، أصبح العرش فارغًا في عام 1521 بالموت المفاجئ لابن الإمبراطور هونغ تشي، الإمبراطور تشنغ ده، الذي لم يخلف وريثًا. وتم اختيار تشو هوكونج ليصبح الإمبراطور، وفعل ذلك بانتقاله من إقطاعية والده (القريبة من تشونغ شيانغ اليوم، في مقاطعة هوبيا) إلى بكين.
وبصفته الإمبراطور جياجنيغ، قام تشو هوكونج برفع مرتبة والديه بعد موتهما إلى رتبة إمبراطورية «شرفية»، وأمر ببناء ضريح تشاي لينغ على الطراز الإمبراطوري لهما بجوار تشونغ شيانغ.

## حكمه الإمبراطوري
نص العرف على أن الإمبراطور الذي ليس سليلاً مباشرًا من الإمبراطور السابق يجب أن يتم تبنيه من قِبل الإمبراطور السابق، للإبقاء على اتصال النسل. وتم اقتراح التبني بعد الوفاة هذا لتشو هوكونج للإمبراطور تشنغده، ولكنه رفض، مفضلاً أن يعلن والده إمبراطورًا بعد وفاته. ويعرف هذا الخلاف باسم «جدل الطقوس العظيم.» وانتصر الإمبراطور جياجينغ، وتم نفي مئات من معارضيه، وضُربوا جسديًا في المحكمة (廷杖) أو تم إعدامهم. ومن ضمن المنفيين كان الشاعر لأسرة مينج يانغ تشين (Yang Shen).
وعُرف عن الإمبراطور جياجينغ القسوة وكونه إمبراطورًا يعظم ذاته، وأيضًا أنه اختار السكن خارج المدينة المحرمة في بكين، حتى يتمكن من العيش في عزلة. قام جياجينغ بتعين أفراد غير أكفاء، متجاهلاً أمور الدولة، مثل تشانغ تسونغ (Zhang Cong) ويان سونغ (Yan Song)، الذي اعتمد عليه تمامًا لمعالجة أمور الدولة. وبمرور الوقت، سيطر يان سونغ وابنه يان تشيفان (Yan Shifan) – الذي اكتسب السلطة فقط كنتيجةٍ لتأثير والده السياسي – على الحكومة كلها وحتى أنه أطلق عليهما «رئيس الوزراء الأول والثاني». والأفراد المخلصون مثل هاي روي (Hai Rui) ويانغ تشوتشنغ (Yang Xusheng) تحدوه حتى أنهم عاقبوا يان سونغ وابنه ولكن تم تجاهلهم كلية من قِبل الإمبراطور. وفي النهاية، تم رفد أو إعدام هاي روي والعديد من الوزراء المخلصين. ومنع جياجينغ أيضًا من رؤية الوزراء تمامًا من 1539 إلى ما بعد ذلك، ورفض إعطاء مقابلات رسمية لمدة حوالي 25 سنة، مختارًا إرسال أوامره عبر العبيد والرسميين. فقط يان سونغ، وحفنة من العبيد، وقساوسة الداويست هم من رأوا جياجينغ. هذا ما أدى في النهاية إلى فساد جميع طبقات حكومة مينج.
وأدت أيضًا قسوة جياجينغ لمخططٍ داخلي من تدبير خليلاته لاغتياله في أكتوبر، 1542 عن طريق شنقه في نومه. وقررت مجموعة من فتيات القصر اللاتي عانوا كثيرًا من قسوة جياجينغ التجمع معًا وقتل الإمبراطور. حاولت فتاة القصر الأولى خنق الإمبراطور بشرائط من شعرها بينما الأخريات ثبّتن أيدي وأرجل الإمبراطور، ولكنهن قمن بخطأٍ فادح بعقد عقدة حول عنق الإمبراطور التي لم تضق على الإطلاق. وحينها أصابت بعض الفتيات المشاركات حالة من الذعر وواحدة منهن (تشانغ جينليان (Zhang Jinlian)) هربت إلى الإمبراطورة. تم فضح المخطط وبأوامر الإمبراطورة، كل الفتيات المتورطات، من ضمنهن الخليلة المفضّلة للإمبراطور (القرينة دوان، نيي تساو (née Cao)) وخليلة أخرى (القرينة نينغ، نيي وانغ (née Wang))، وقعت عليهن عقوبة الإعدام بطريقة الذبح البطيء وتم قتل عائلاتهن.
حظيت أسرة مينج بفترةٍ طويلة من السلام، ولكن في 1542 بدأ القائد المنغولي ألطان خان (Altan Khan) بمناوشة الصين على طول الحدود الشمالية. وحتى أنه وصل إلى ضواحي بكين في 1550. وفي نهاية الأمر أرضاه الإمبراطور بإعطائه مزايا تجارية خاصة. واضطر الإمبراطور للتعامل أيضًا مع القراصنة، المهاجمون للساحل الجنوبي الشرقي؛ كان الجنرال تشي جى قوانغ (Qi Jiguang) له دور فعال في هزيمة هؤلاء القراصنة.

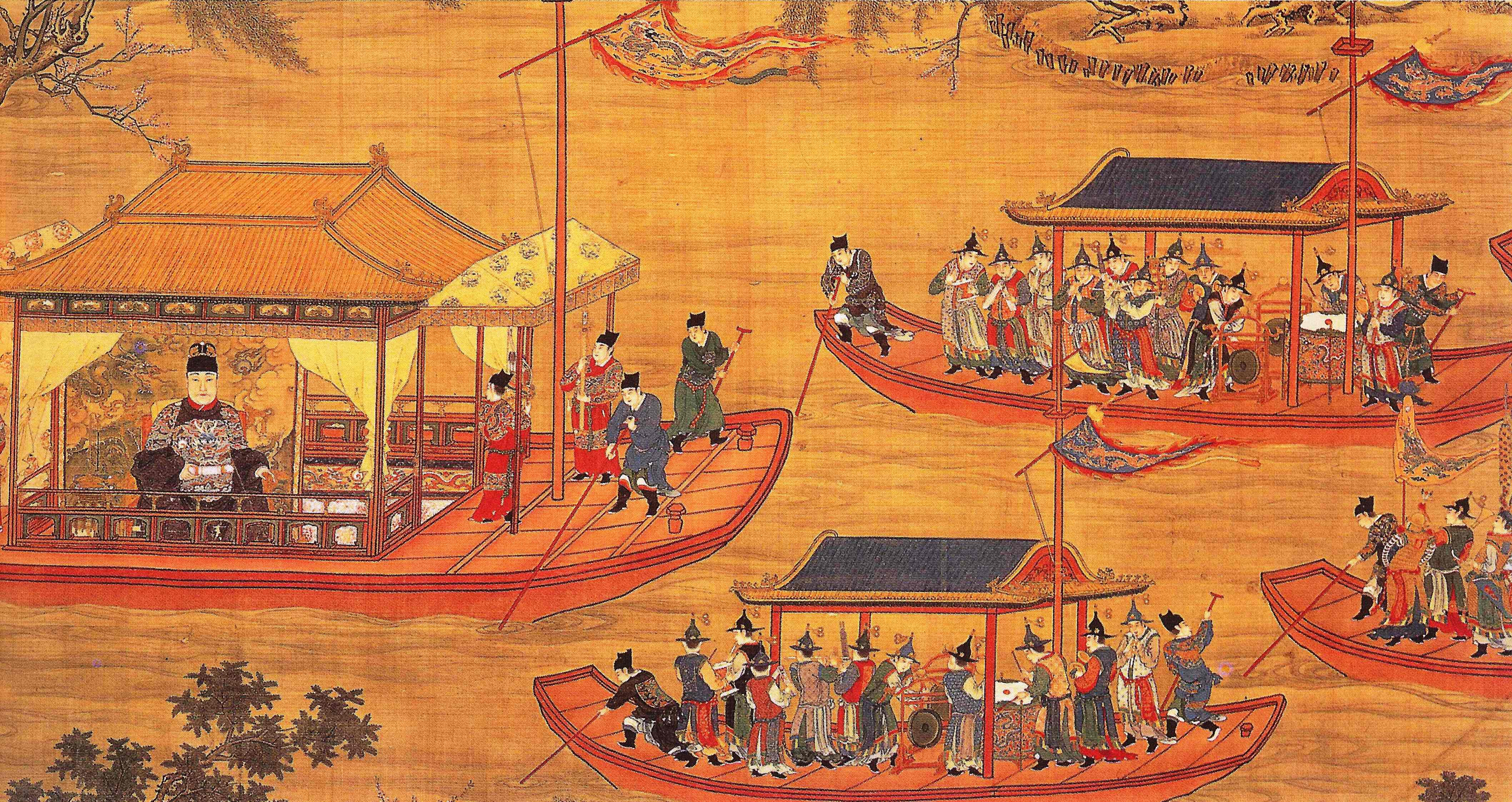
جياجينغ على بارجة الدولة، من لفيفة مرسومة في 1538 من قِبل رسامين في البلاط غير معروفين

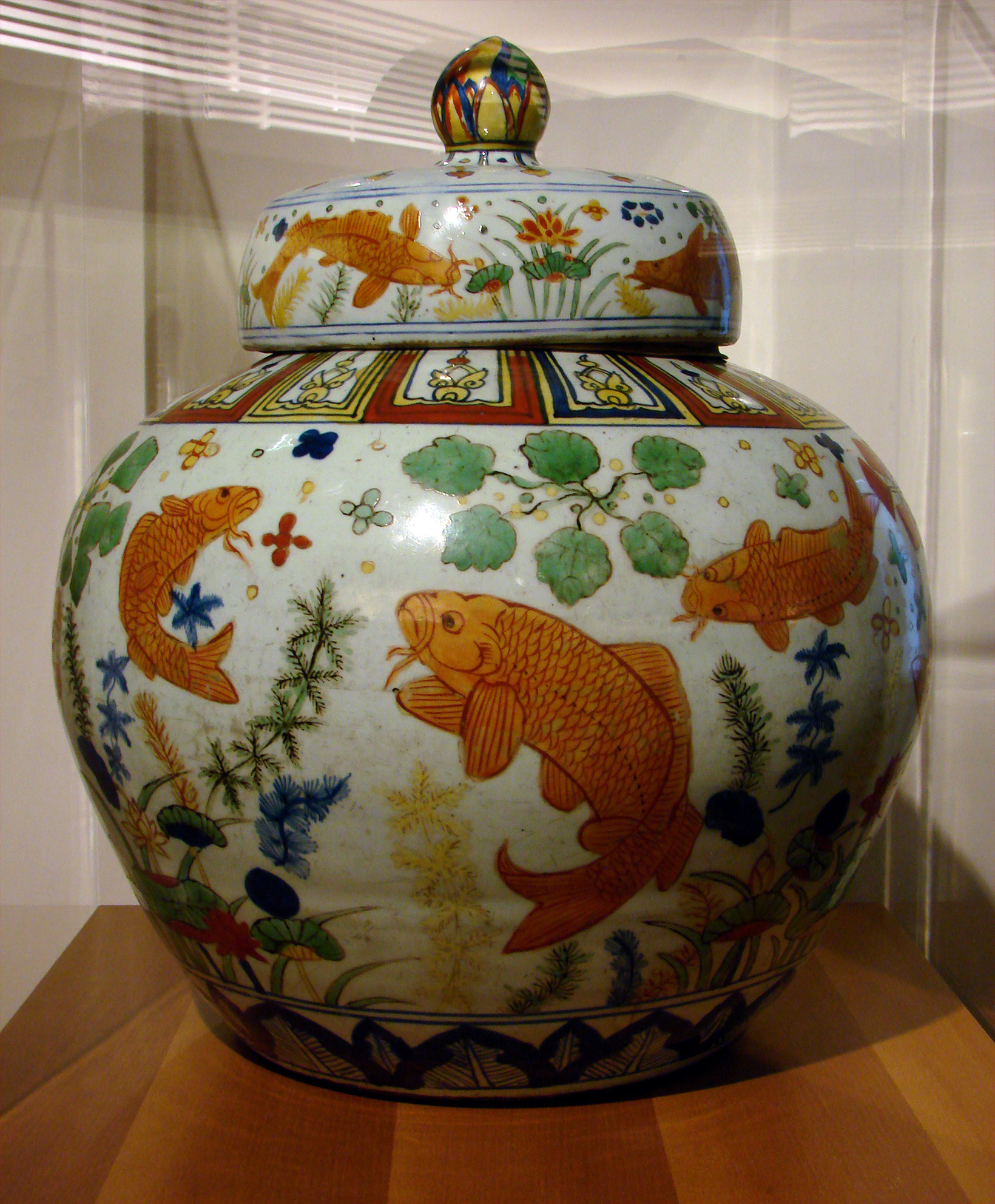
مزهرية من الخزف الصيني بتصاميم أسماك مصقولة، من فترة حكم جياجينغ.

بداية من عام 1550، كبرت بكين بإضافة "المدينة الخارجية" أو "المدينة الصينية".
أكثر الزلازل الأرضية فتكًا في كل العصور، كان زلزال شانشي لعام 1556 الذي قتل أكثر من 800,000 شخص، وحدث خلال فترة حكم الإمبراطور جياجينغ.

## ملاحقة الطاوية
لقد كان تابعًا مخلصًا لالطاوية (Taoism) وحاول كبت البوذية. وبعد محاولة الاغتيال في 1542، بدأ جياجينغ بالتركيز الزائد لملاحقته للطاوية متجاهلاً واجباته الإمبراطورية. وبنى المعابد الطاوية الثلاثة، معبد الشمس، معبد الأرض ومعبد القمر ومدد معبد السماء بإضافة التلة الأرضية. وبمرور السنوات، أصبح إخلاص جياجينغ للطاوية عبئًا اقتصاديًا كبيرًا على الإمبراطورية، وخلق حالة من المعارضة في جميع أنحاء البلاد.
وخاصة خلال سنواته الأخيرة، عُرف جياجينغ بقضاء مقدارٍ كبيرٍ من الوقت في الخيمياء، أملاً في العثور على عقاقير تطيل عمره. وكان يجند بالإكراه فتيات صغيرات في مراهقتهن المبكرة، ويتشارك معهن في نشاطات جنسية أملاً في تقوية نفسه، جنبًا إلى جنب مع استهلاك الأكاسير القوية. وعين قساوسة طاويين لجمع المعادن النادرة من جميع أنحاء البلاد لصنع الأكاسير، التي من ضمنها أكاسير بها زئبق، الذي في النهاية سبب مشاكل صحية عند الجرعات العالية.

## الإرث والموت
بعد 45 سنة على العرش (ثاني أطول فترة حكم في أسرة مينج)، توفي الإمبراطور جياجينغ في عام 1567 – غالبًا بسبب جرعة زائدة من الزئبق اعتقادًا منه أنه إكسير الحياة – وخلفه ابنه، الإمبراطور لونجكينغ. وبالرغم من أن حكمه أعطى الأسرة حقبة من التوازن، إلا أنه قد نتج عن تجاهل جياجينغ لواجباته الرسمية في انحدار الأسرة في نهاية القرن السادس عشر. أسلوبه في الحكم، أو عدم وجوده، انتقل إلى حفيده لاحقًا في القرن.

## العائلة

### الأبناء
| الرقم | اللقب                                               | الاسم                           | الميلاد | الوفاة | الزواج | القرينة                                  | الأم                             | ملاحظات |
| ----- | --------------------------------------------------- | ------------------------------- | ------- | ------ | ------ | ---------------------------------------- | -------------------------------- | ------- |
| 1     | ولي العهد أي تشونغ (Aichong) 哀沖太子               | تشو زايجي (Zhu Zaiji) 朱載基    | 1533    | 1533   | none   | none                                     | القرينة الإمبراطورية يان (Yan)   |         |
| 2     | ولي العهد شوانغ جن (Zhuangjin) 莊敬太子             | تشو زايرو (Zhu Zairui) 朱載壡   | 1536    | 1552   | none   | none                                     | القرينة الإمبراطورية وانغ (Wang) |         |
| 3     | الإمبراطور ميزونغ تشوانغ (Muzong Zhuang) 穆宗莊皇帝 | تشو زاي هو                      | 1537    | 1572   | -      | الإمبراطورة تشاوي إشنوانغ (Xiaoyizhuang) | الإمبراطورة شياو كي (Xiaoke)     |         |
| 4     | الأمير جونغ من جن (Gong) 景恭王                     | تشو تشي شون (Zhu Zaixun) 朱载圳 | 1537    | 1565   | -      | -                                        | القرينة لو (Lu)                  |         |

### البنات
| الرقم | اللقب                                | الاسم                             | الميلاد | الوفاة | الزواج | القرين                             | الأم                             | ملاحظات                                                                                   |
| ----- | ------------------------------------ | --------------------------------- | ------- | ------ | ------ | ---------------------------------- | -------------------------------- | ----------------------------------------------------------------------------------------- |
| 1     | الأميرة تشانغ آن (Chang'an) 常安公主 | تشو شو يينغ (Zhu Shouying) 朱寿媖 | 1536    | 1549   | none   | none                               | القرين دوان، نيي تساو (née Cao)  |                                                                                           |
| 2     | الأميرة سي روو (Si'rou) 思柔公主     | تشو فويان (Zhu Fuyuan) 朱福媛     | 1538    | 1549   | none   | none                               | القرين هوي، نيي وانغ (née Wang)  |                                                                                           |
| 3     | الأميرة نينغ آن (Ning'an) 宁安公主   | تسو لوتشين (Zhu Luzhen) 朱禄媜    | 1539    | 1607   | –      | لي هي (Li He) 李和                 | القرين دوان، نيي تساو (née Cao)  | تربت على يد القرين النبيل، ني تشين (née Shen)، بعد أن ذُبح القرين دوان ببطء لموته في 1542. |
| 4     | الأميرة جوي تشان (Guishan) 归善公主  | تشو لوي رونغ (Zhu Luirong) 朱瑞嬫 | 1541    | 1544   | none   | none                               | القرين يونغ، ني تشن (née Chen)   |                                                                                           |
| 5     | الأميرة جي تشان (Jiashan) 嘉善公主   | تشو سو تشن (Zhu Suzhen) 朱素嫃    | 1541    | 1564   | –      | زو كونغ تشين (Xu Congcheng) 许从诚 | القرين دي، نيي تشانغ (née Zhang) |                                                                                           |